# دنیل کریگ
دنیل وروتن کریگ (انگلیسی: Daniel Wroughton Craig؛ زادهٔ ۲ مارس ۱۹۶۸) بازیگر انگلیسی است. او با بازی در نقش مأمور مخفی تخیلی، جیمز باند، به شهرت جهانی رسید. او این نقش را در پنج فیلم ایفا کرد که از کازینو رویال (۲۰۰۶) آغاز شد و با زمانی برای مردن نیست (۲۰۲۱) به پایان رسید.
کریگ در تئاتر ملی جوانان تحصیل کرد و در سال ۱۹۹۱ از مدرسه موسیقی و نمایش گیلدال فارغ‌التحصیل شد. او فعالیت خود را با حضور در تئاتر آغاز کرد. کریگ فعالیت سینمایی خود را با ایفای نقش درام قدرت فرد (۱۹۹۲) آغاز کرد و برای حضور در مجموعهٔ درام جنگی عقاب شارپ و فیلم خانوادگی کودکی در دربار شاه آرتور (۱۹۹۵) مورد توجه قرار گرفت. او سپس در فیلم زندگی‌نامه‌ای الیزابت (۱۹۹۸)، فیلم اکشن لارا کرافت: مهاجم مقبره (۲۰۰۱)، تریلرهای جنایی جاده‌ای به‌سوی تباهی (۲۰۰۲) و کیک لایه‌ای (۲۰۰۴) و درام تاریخی مونیخ (۲۰۰۵) ایفای نقش کرد.
ایفای نقش کریگ در کازینو رویال مورد استقبال مثبت منتقدان قرار گرفت و برای آن نامزد دریافت جایزهٔ بفتای بهترین بازیگر مرد شد. او این نقش را در ذره‌ای آرامش (۲۰۰۸)، اسکای‌فال (۲۰۱۲)، اسپکتر (۲۰۱۵) و زمانی برای مردن نیست بازآفرینی کرد. او در فیلم‌های دیگر مانند فیلم فانتزی قطب‌نمای طلایی (۲۰۰۷)، درام تاریخی دعوت به جنگ (۲۰۰۸)، وسترن علمی تخیلی کابوی‌ها و بیگانگان (۲۰۱۱)، تریلر معمایی دختری با خالکوبی اژدها (۲۰۱۱) و فیلم سرقت لوگان خوش‌شانس (۲۰۱۷) نیز ایفای نقش کرده‌است. در سال ۲۰۱۱، کریگ نخستین حضورش در برادوی را با بازآفرینی نمایش خیانت اثر هارولد پینتر، در مقابل همسرش، بازیگر ریچل وایس، تجربه کرد. کریگ برای بازی در نقش اصلی کمدی معمایی چاقوکشی (۲۰۱۹) و دنباله‌اش گلس آنین: یک چاقوکشی اسرارآمیز (۲۰۲۲) نامزد جایزهٔ گلدن گلوب بهترین بازیگر مرد شد.

## دوران کودکی
دنیل کریگ در یک خانواده معمولی در چستر انگلستان متولد شد. پدرش یک ملوان و مادرش معلم هنر مدرسه بود. دنیل در کودکی خیلی خوش شانس نبود زیرا در ۴ سالگی پدر و مادرش از یکدیگر جدا شدند و از آن پس برای زندگی به همراه مادرش به شهرهای مختلفی سفر کرد. وی به دلیل آنکه مادرش یک هنردوست بود و در اداره یک تماشاخانه هم دستی داشت، در همان سنین کودکی به بازیگری علاقه‌مند شد و تحت تشویق‌های مادرش، بازیگری را از حضور در نمایش های مدرسه آغاز نمود. دنیل در دوران مدرسه چندین بار نمایش اجرا کرد تا اینکه در سن ۱۶ سالگی تصمیم گرفت تا مدرسه را ترک کند و برای حضور در یک گروه نمایش تست دهد. دنیل با تلاش و سماجت فراوان بالاخره توانست خودش را در این گروه که اصطلاحاً NYT نامیده می‌شد، جا کند و به همراه آنان در شهرهایی نظیر لندن، والنسیا و مسکو نمایش اجرا کند. وی سپس برای ورود به مدرسه Guildhall امتحان داد که در ابتدا رد شد؛  اما با تلاشی مثال زدنی بالاخره موفق شد در سال ۱۹۸۸ به این مدرسه وارد شود و در پی آن به همراه هنرجویان آن دوره مانند اِوان مک گرگور و جوزف فاینس فارغ‌التحصیل شود. دنیل پس از فارغ‌التحصیلی توانست به تلویزیون راه پیدا کند و در تعدادی از مجموعه‌های شبکه بی‌بی‌سی حضور پیدا کند اما حضور بین‌المللی او که شهرت زیادی به او بخشید، مربوط به نقش مکملی بود که در فیلم «لارا کرافت: مهاجم مقبره» در مقابل آنجلینا جولی ایفا می‌کرد. بعد از آن هم با حضور در فیلم تحسین شده «جاده ایی به سوی تباهی» توانست حضور خود در هالیوود را استمرار ببخشد تا زمانی که برای بازی در نقش جیمزباند انتخاب شد.

## کار حرفه‌ای
دانیل کریگ در مدرسه موسیقی و تئاتر گیلدهال تحصیل کرد و در سال ۱۹۹۱ از آن‌جا فارغ‌التحصیل شد و در سال ۱۹۹۳ چند نقش کوتاه در فیلم‌های «عقاب‌شارپ» و «الاغ مرده» بازی کرد. در سال ۱۹۹۶ اولین نقش اصلی خود را در سریال تلویزیونی «دوستان شمالی ما» ایفا کرد و پس از آن به همکاری خود با شبکه بی‌بی‌سی انگلیس ادامه داد و در سریال‌های مختلفی به ایفای نقش پرداخت.

## جیمز باند

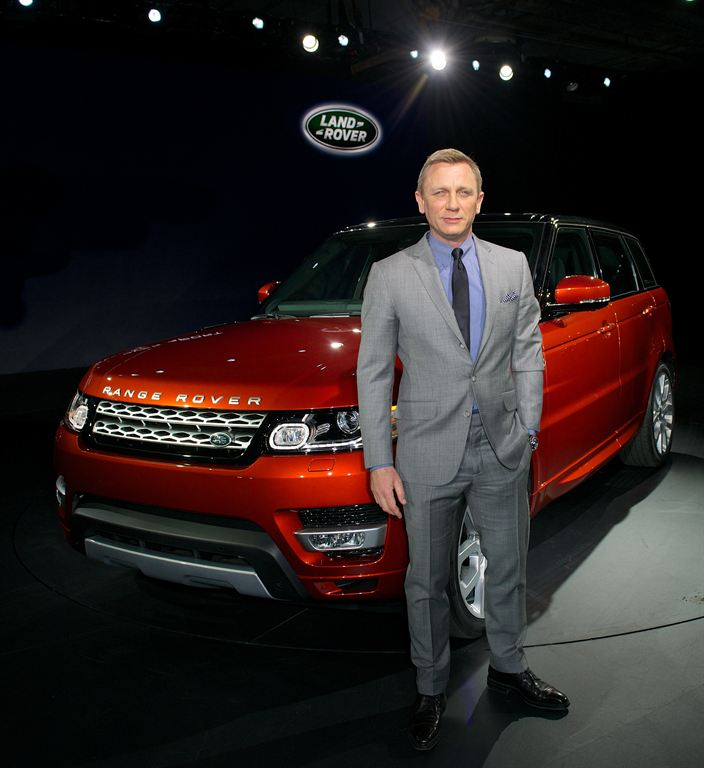
کریگ در شرکت رنج روور اسپورت

در فوریه سال ۲۰۰۵ نام «دانیل کریگ» به عنوان یکی از بازیگران احتمالی نقش جیمز باند در مطبوعات چاپ شد. شاید در آن زمان خیلی‌ها فکرش را هم نمی‌کردند که او برای این نقش انتخاب شود؛ ولی در ماه آوریل همان سال، نشریات نوشتند که کریگ با قیمت ۱۵ میلیون پوند (۶۹۷/۲۹ دلار) با شرکت فیلم‌سازی EON برای بازی در این فیلم قرارداد بسته‌است و سرانجام در اکتبر ۲۰۰۵ این قرارداد به مراحل نهایی خود رسید و حضور کریگ در این نقش قطعی شد. کریگ نخستین جیمز باندی است که پس از مرگ «آلبرت بروکلی» تهیه‌کننده و سازنده اول جیمز باند در سال ۱۹۹۶ برای بازی در این نقش قرارداد بست. او چندی پیش برای فیلم‌های شماره ۲۴ و ۲۵ جیمز باند هم قرارداد امضا کرد. انتخاب دانیل کریگ به عنوان مأمور ۰۰۷ با انتقادها و اعتراضات بسیاری مواجه شد به‌طوری‌که بعضی از هواداران این مأمور مخفی، تماشای فیلم جدید او را تحریم کردند. دلیل مخالفت این افراد این بود که کریگ برخلاف باندهای قبلی مو بور و متوسط‌القامت(۱۷۸سانتی‌متر) است. با پوشش خبری وسیع علیه دانیل کریگ، هنرپیشه‌های بسیاری دست به کار شدند و از او حمایت کردند. در میان این هنرپیشگان چهار بازیگر قبلی این نقش یعنی «تیموتی دالتون»، «شون کانری» «راجر مور» و «پیرس برازنان» هم به چشم می‌خورند که با قدرت از انتخاب کریگ حمایت کردند. «کلایو اوون» بازیگری که مدت‌ها گفته می‌شد او نقش باند جدید را بازی خواهد کرد و «جودی دنج» بازیگر نقش مقابل کریگ در «کازینورویال» هم در میان حامیان وی بودند.
در مصاحبه با نشریه «گلوب اند میل» از پیرس برازنان پرسیده شد نظرتان دربارهٔ دانیل کریگ بازیگر جدید نقش جیمز باند چیست و آیا شما فیلم کازینورویال را تماشا خواهید کرد؟ که او پاسخ داد: «بی‌صبرانه در انتظار اکران آن هستم. همکاران من هم منتظر اکران آن فیلم هستند. دانیل کریگ هنرپیشه بزرگی است و حتماً وظیفه‌اش را به نحو احسن انجام خواهد داد.»
اکران فیلم کازینورویال و چهره انسانی‌تر و واقعی‌تر جیمز باند با آن توانایی‌های برجسته بازیگری، همگان را به تحسین واداشت. مهم‌ترین سایت‌های اینترنتی دنیا به بحث و بررسی کازینورویال و بازی بازیگر اول آن پرداختند و ۹۴ درصد از مباحث این فیلم و بازی دانیل کریگ را مثبت ارزیابی کردند. بسیاری از مقالات عنوان کردند که کریگ توانسته‌است یک باند باور کردنی‌تر و قابل پذیرش‌تر را به نمایش بگذارد. او در ژانویه سال ۲۰۰۶ نامزد دریافت جایزه بهترین بازیگر مرد بریتانیا شد و در جشنواره فیلم انگلیس در فوریه ۲۰۰۷ جایزه بهترین هنرپیشه را از آن خود کرد. کازینورویال در سال ۲۰۰۶ یکی از پنج فیلم پرفروش تاریخ سینما و در سال ۲۰۰۷ به عنوان دومین فیلم پرفروش باند انتخاب شد. خبر حضور این بازیگر پس از شایعات فراوان در قسمت ۲۵ مجموعه جیمزباند که برای سال ۲۰۲۱ برنامه‌ریزی شده‌است نیز تأیید شده‌است.

## زندگی خصوصی

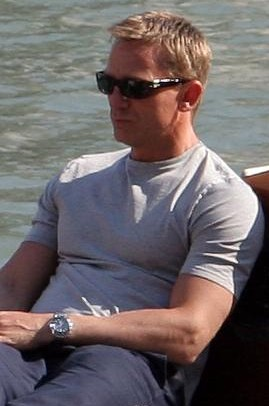
در ونیز

دانیل کریگ علاقه خاصی به موسیقی به ویژه موسیقی «هوی متال آلمانی» دارد. او به بازی‌های کامپیوتری نیز به شدت علاقه‌مند است و به گفته خودش بیشتر اوقات فراغتش را صرف نشستن روبه‌روی کامپیوتر و انجام بازی‌های اکشن و بکش بکش کامپیوتری، می‌گذراند. کریگ در سال ۱۹۹۲ با «فیونا لودون» هنرپیشه انگلیسی ازدواج کرد و صاحب دختری به نام «الا» شد و در سال ۱۹۹۴ از لودون طلاق گرفت.
او بعد از طلاق تا سال ۲۰۰۱ با «هیک مکاتش» هنرپیشه المانی در رابطه بود و از ۲۰۰۴ تا ۲۰۱۰ با «ساتسوکی میچل» تهیه‌کننده سینمایی زندگی می‌کرد و گزارش شده در سال ۲۰۰۵ با «سینا میلر» هم رابطه داشته‌است.
کریگ و ریچل وایس در فیلم خانه رؤیایی همبازی شدند و از سال ۲۰۱۰ با یکدیگر در رابطه بودند تا در سال ۲۰۱۱ با هم ازدواج کردند و مراسمی خصوصی به دور از خبرنگاران و دیگران در نیویورک سیتی با چهار نفر برپا کردند که شامل «الا» دختر ۱۸ ساله کریگ و پسر ۵ ساله وایس و خودشان بود.
ریچل وایس در سال ۲۰۱۳ به مناسبت ۴۵مین تولد دنیل به او خودروی استون مارتین مدل آستون مارتین ونتیج (۲۰۰۵) را هدیه داد.
دنیل از دوستان قدیمی مارک استرانگ و پدر خوانده بزرگترین فرزند مارک نیز است. او همچنین از حمایت کنندگان باشگاه فوتبال لیورپول است.
دانیل در زمان اوج مخالفت‌ها با بازی او در نقش جیمز باند در مصاحبه‌ای گفت دخترش به حضور او در این فیلم افتخار می‌کند.
کریگ معمولاً در محافل از دخترش صحبت نمی‌کند. «الا» و مادرش «فیونا» در لندن زندگی می‌کنند. او دربارهٔ دخترش می‌گوید: «الا» به این‌که من جیمز باند شده‌ام افتخار می‌کند و خیلی خوب با این قضیه کنار آمده‌است. من به خاطر این فیلم خیلی خوشحالم ولی در عین حال دوست دارم از دخترم محافظت کنم. نمی‌خواهم مشهور شدن من به عنوان مأمور ۰۰۷ برای او مشکل ایجاد کند. به همین خاطر در مصاحبه‌ها زیاد از او صحبت نمی‌کنم چون هر چه بیشتر دربارهٔ او بگویم مطبوعات بیشتر به خود حق می‌دهند که مزاحم او شوند و از او عکس بگیرند.
وقتی صحبت از انتخاب او به عنوان نقش اصلی فیلم کازینورویال به میان آمد، حرف و حدیث‌ها دربارهٔ او هم به شدت بالا گرفت و او نمی‌خواست دامنه این اخبار، دامن دخترش را بگیرد. در آن زمان مطبوعات شایعات عجیبی از او می‌نوشتند مثلاً چند مجله نوشته بودند او وقتی سوار قایق می‌شود دچار دریاگرفتگی می‌شود یا این‌که او از اسلحه خوشش نمی‌آید یا اصلاً رانندگی بلد نیست. بعد نوبت به انتقادهای دیگر رسید مثلاً می‌گفتند کریگ زیادی قدکوتاه است و گوش‌های بزرگی دارد.

## اعتقادات شخصی
کریگ پس از شنیدن و خواندن انتقادات وسیع در این‌باره گفت: «اینترنت، وسیله شگفت‌انگیزی برای رساندن صدای مردم است و من به شدت به آن معتقدم؛ ولی متأسفانه نمی‌توانم از طریق اینترنت با مردم بحث کنم چون مردم بیشتر دوست دارند نظرات شخصی خودشان را اعلام کنند. دموکراسی یعنی همین. تنها چیزی که می‌توانم بگویم این است که بروید فیلم را ببینید. مردم تعصب خاصی نسبت به این فیلم دارند چون خیلی به خودشان نزدیک می‌دانند. آن‌ها با جیمزباند بزرگ شده‌اند. من هم همین‌طور؛ ولی من قبل از این‌که بتوانم خودم را ثابت کنم مورد انتقاد قرار گرفتم. فقط مجبور بودم ساکت باشم و همه‌چیز را فراموش کنم. نمی‌توانم به این موضوعات فکر کنم. مجبورم به جلو بروم و تمرکزم را معطوف به ایفای نقشم کنم، تا آن را درست انجام بدهم. هر چند که از قبل خودم را برای این عکس‌العمل‌ها آماده کرده بودم ولی باز هم تحت تأثیر شدیدی قرار گرفتم. توجه دوستان و فامیل خیلی برایم مهم بوده‌است. دوستان برای همین مواقع هستند. هر وقت یک فیلم بازی می‌کنم بلافاصله نظر آن‌ها را می‌پرسم و نظر آن‌ها برای من خیلی ارزشمند است. دانیل کریگ دربارهٔ رنگ کردن موهایش گفت: «حتی یک ثانیه هم به ذهنم خطور نکرده‌است که موهایم را رنگ کنم. موهای من در داستان فیلم هیچ تأثیری نداشت. تنها چیزی که به من گفته شد این بود که موهایم باید کوتاه باشد و من هم این موضوع را رعایت کردم. خوشبختانه الان دیگر کسی به رنگ موهای من فکر نمی‌کند و بلوند بودن من برای کسی مهم نیست. خوشبختانه من چیزی به جز رنگ مو برای عرضه داشته‌ام ،  بازیگری…»

تندیس دنیل کریگ در نقش جیمز باند در فیلم ذره‌ای آرامش.

کریگ برای این فیلم سختی‌های زیادی را تحمل کرد و رژیم غذایی سختی گرفت. او می‌گوید هفته‌ای یک‌بار رژیم را می‌شکستم چون احساس می‌کردم لازم است لااقل هفته‌ای یکبار از حال و هوای جیمز باند بیرون بیایم. آن‌وقت مثل خرس هر چیزی که دلم می‌خواست از انواع شربت و شیرینی گرفته تا غذاهای رنگارنگ را می‌خوردم. پیرس برازنان یک‌بار گفت اولین فیلمی که در عمرش دید فیلم جیمز باند بود. حال دانیل کریگ هم همین ادعا را دارد. او می‌گوید: «وقتی برای اولین‌بار به سینما رفتم فیلم «زندگی‌کن و بمیر» از سری فیلم‌های جیمز باند با بازی «راجر مور» بود. فیلم محبوب کریگ «از روسیه با عشق» است زیرا در آن «رابرت شاو» نقش منفی فیلم را بازی می‌کند و مثل او بلوند است. دانیل کریگ هم در اکثر فیلم‌های خود نقش منفی داشته‌است. او دربارهٔ ثروتمند شدن می‌گوید: «پول درآوردن خیلی خوب است. من دوست دارم پولدار شوم و با پولهایم آثار هنری بخرم. البته از اتومبیل «استون مارتین» هم خوشم می‌آید و شاید یکی خریدم.» آیا دانیل کریگ برای یک شهرت جهانی آماده است؟ می‌گوید: نمی‌دانم. اصلاً نمی‌دانم چطور باید برای این موضوع آماده شد. من برای مشهور شدن در این فیلم بازی نکردم و هیچ‌وقت به دنبال شهرت نبودم. البته از آن هم بدم نمی‌آید ولی بیشتر از شهرت به کارم علاقه‌مند هستم. شهرت خوب است ولی در کنار آن مشکلاتی نیز به‌وجود می‌آید. حریم خصوصی خیلی اهمیت دارد و می‌دانم که با این شهرت مقدار زیادی از آن را از دست می‌دهم و باید با این موضوع کنار بیایم.
کریگ در اوقات فراغت خود به ماهیگیری و نقاشی می‌پردازد. اصولاً دوست دارد تصویر ماهی‌ها را بکشد. می‌گوید: «باید برای اوقات بی‌کاری‌ام برنامه درستی بچینم. من خانواده‌ام را گاهی تا چند ماه نمی‌بینم. باید بروم و ببینم اصلاً هنوز مرا دوست دارند؟ باید ارتباطم را با خانواده‌ام مستحکم‌تر کنم.»

## در فرهنگ عمومی
تندیس دنیل کریگ در نقش جیمز باند توسط موزه مادام توسو ساخته شده و در شعبه لاس وگاس موزه مادام توسو نگهداری می‌شود. وی در ماه آوریل سال ۲۰۰۸ به عنوان خوش لباس‌ترین مرد بریتانیا معرفی شد.
او در آوریل سال ۲۰۱۵ به عنوان مدافع جهانی سازمان ملل متحد جهت حذف مین و مواد منفجره تعیین شد.

## المپیک ۲۰۱۲ لندن
دانیل کریگ’ بازیگر نقش جیمز باند فیلمی بازی کرد که آغازگر بازی‌های المپیک ۲۰۱۲ لندن بود.
به گزارش روزنامه سان، صحنه‌هایی از این فیلم در کاخ باکینگهام اقامتگاه اصلی خاندان سلطنتی انگلیس فیلمبرداری شده‌است.
کریگ به همراه «دنی بویل» کارگردان خلاق مراسم افتتاحیه المپیک توانستند به دعوت ملکه انگلیس برای اولین بار در این کاخ فیلم بسازند.

## فیلم‌شناسی

### فیلم
| Films that have not yet been released | نشان‌دهندهٔ فیلم‌هایی است که هنوز به نمایش درنیامده اند |

| سال  | عنوان                                                     | نقش                                 | توضیحات          |
| ---- | --------------------------------------------------------- | ----------------------------------- | ---------------- |
| ۱۹۹۲ | قدرت فرد                                                  | گروهبان جاپی بوتا                   |                  |
| ۱۹۹۵ | کودکی در دربار شاه آرتور                                  | استاد کین                           |                  |
| ۱۹۹۷ | وسواس                                                     | جان مک‌هیل                           |                  |
| ۱۹۹۸ | عشق و دیوانگی                                             | جیمز لینچهاون                       |                  |
| ۱۹۹۸ | الیزابت                                                   | جان بالارد                          |                  |
| ۱۹۹۹ | سنگر                                                      | گروهبان تلفورد وینتر                |                  |
| ۲۰۰۰ | برخی صداها                                                | ری                                  |                  |
| ۲۰۰۰ | هتل اسپلنداید                                             | رونالد بلانش                        |                  |
| ۲۰۰۰ | خواب آفریقا رو دیدم                                       | دکلان فیلدینگ                       |                  |
| ۲۰۰۱ | لارا کرافت: مهاجم مقبره                                   | الکس وست                            |                  |
| ۲۰۰۲ | ده دقیقه بزرگ‌تر                                           | سیسیل توماس                         |                  |
| ۲۰۰۲ | جاده‌ای به‌سوی تباهی                                        | کانر رونی                           |                  |
| ۲۰۰۲ | گهگاه، قوی                                                | جیم                                 | فیلم کوتاه       |
| ۲۰۰۳ | سیلویا                                                    | تد هیوز                             |                  |
| ۲۰۰۳ | مادر                                                      | دارن                                |                  |
| ۲۰۰۴ | کیک لایه‌ای                                                | XXXX                                |                  |
| ۲۰۰۴ | عشق پاینده                                                | جو                                  |                  |
| ۲۰۰۵ | ژاکت                                                      | رودی مکنزی                          |                  |
| ۲۰۰۵ | بی‌تقدیر                                                   | سرباز آمریکایی                      |                  |
| ۲۰۰۵ | مونیخ                                                     | استیو                               |                  |
| ۲۰۰۶ | رنسانس                                                    | بارتلی کاراس                        | صدا              |
| ۲۰۰۶ | بدنام                                                     | پری اسمیت                           |                  |
| ۲۰۰۶ | کازینو رویال                                              | جیمز باند                           |                  |
| ۲۰۰۷ | تهاجم                                                     | بن دریسکول                          |                  |
| ۲۰۰۷ | قطب‌نمای طلایی                                             | لرد عزریل                           |                  |
| ۲۰۰۸ | فلش‌بک‌های یک احمق                                          | جو اسکات                            | تهیه‌کنندهٔ اجرایی |
| ۲۰۰۸ | ذره‌ای آرامش                                               | جیمز باند                           |                  |
| ۲۰۰۸ | دعوت به جنگ                                               |                                     |                  |
| ۲۰۰۸ | چگونه دوستان را از دست بدهیم و مردم را با خود بیگانه کنیم |                                     |                  |
| ۲۰۱۱ |                                                           | گوینده                              | مستند            |
| ۲۰۱۱ | کابوی‌ها و بیگانگان                                        | جیک لونرگان                         |                  |
| ۲۰۱۱ | خانه رؤیایی                                               | ویل آتنتون / پیتر وارد              |                  |
| ۲۰۱۱ | ماجراهای تن‌تن                                             | ایوان ایوانوویچ ساخارین / رد راکهام | ضبط حرکت         |
| ۲۰۱۱ | دختری با خالکوبی اژدها                                    | میکائیل بلومکویست                   |                  |
| ۲۰۱۱ | The Organ Grinder's Monkey                                | بابلز                               | فیلم کوتاه       |
| ۲۰۱۲ |                                                           | جیمز باند                           | فیلم کوتاه       |
| ۲۰۱۲ | اسکای‌فال                                                  | جیمز باند                           |                  |
| ۲۰۱۵ | اسپکتر                                                    | جیمز باند                           | همچنین تهیه‌کننده |
| ۲۰۱۵ | جنگ ستارگان: نیرو برمی‌خیزد                                | استورم تروپر FN-1824                | تک‌جلوه           |
| ۲۰۱۷ | لوگان خوش‌شانس                                             | جو بنگ                              |                  |
| ۲۰۱۷ | پادشاهان                                                  | اوبی هاردیسون                       |                  |
| ۲۰۱۹ | چاقوکشی                                                   | بنویت بلانک                         |                  |
| ۲۰۲۱ | زمانی برای مردن نیست                                      | جیمز باند                           | همچنین تهیه‌کننده |
| ۲۰۲۲ | گلس آنین: یک چاقوکشی اسرارآمیز                            | بنویت بلانک                         |                  |
| ۲۰۲۴ | کوئیر                                                     | لی                                  |                  |
| ۲۰۲۵ | بیدار شو مرد مرده                                         | بنویت بلانک                         | [ ۹ ]            |